# Atarah

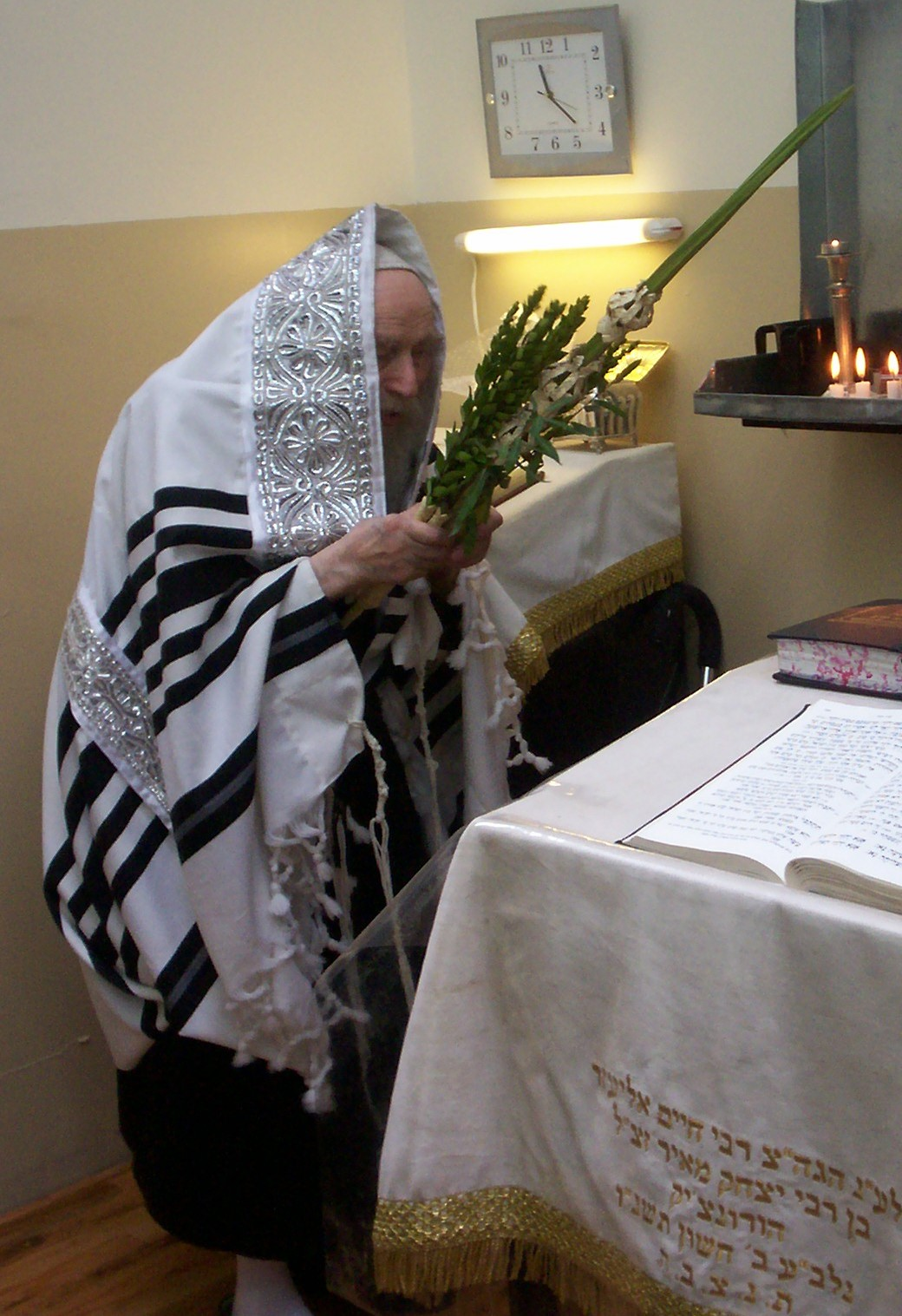
Rabbin de Ziditchov, cérémoniant en atarah

 (décembre 2008).
Si vous disposez d'ouvrages ou d'articles de référence ou si vous connaissez des sites web de qualité traitant du thème abordé ici, merci de compléter l'article en donnant les références utiles à sa vérifiabilité et en les liant à la section « Notes et références ».
La 'atarah (héb. עטרה,diadème, couronne ; plur. 'atarot עטרות) désigne la partie décorative qui orne le tallit gadol (héb. טלית גדול), grand châle rectangulaire utilisé lors de la prière par le fidèle juif lors des offices religieux. 
Les 'atarot peuvent être constituées d'une bande de tissu ou d'un ensemble de plaquettes métalliques argentées ou dorées cousues sur le bord supérieur du tallit gadol. Y est parfois inscrite la bénédiction à dire lorsqu'on se revêt du tallit.
La 'atarah n'est pas liée à la mitzvah (prescription) relative au port du tallit mais à son embellissement. Cette coutume, bien que plus répandue dans les communautés de rite ashkénaze, fait également des émules dans la tradition sépharade.
Lors du décès, il est de coutume de retirer la 'atarah, puisque décorative du tallit, en plus de la section de l'un des coins afin de le rendre passoul.